# Ильин, Михаил Ильич
- Не следует путать с полным тёзкой и также писателем Михаилом Ильичем Ильиным (1901—1967)[1]

Михаил Ильич Ильин (25 ноября 1876, д. Макан-Пельга, Вятская губерния — 18 марта 1935, с. Малая Пурга, Удмуртская АССР, СССР) — удмуртский советский поэт, фольклорист и этнограф.

## Биография
Родился 25 ноября 1876 года в деревне Макан-Пельга Елабужского уезда Вятской губернии (ныне Кизнерского района Удмуртской республики) в крестьянской семье.
В 1895 году окончил Казанскую инородческую учительскую семинарию. Работал учителем в деревнях Покровский Урустамак и Абыш.
С 1917 года преподавал в Елабужской вотской учительской семинарии, затем в Можгинском педагогическом техникуме.
Переехав в Ижевск, преподавал на рабфаке, в совпартшколе и Ижевском педагогическом техникуме, работал в редакции газеты «Гудыри».
За вклад в дело просвещения удмуртского народа в 1923 году правительством Удмуртской АО был удостоен звания Герой Труда.
С 1926 года был членом Всеудмуртской ассоциации революционных писателей (ВУАРП), занимался родным языком, фольклором, этнографией, историей и краеведением.
В 1926—1929 годах — директор Удмуртского республиканского краеведческого музея.
С конца 1920-х годов поселился в селе Малая Пурга, умер 18 марта 1935 года, похоронен на сельском кладбище.

## Творчество и труды

### Поэт
Один из зачинателей удмуртской поэзии.
Благодаря М. Ильину в удмуртском языке появился литературный термин «кылбур» (стихотворение), а в 1920 годах в форме «кывбур» термин вошёл и в язык коми.
Первые стихи Ильина были опубликованы в газете «Войнаысь ивор» в 1915 году.
Печатался под разными псевдонимами: Гуртысь пересь (Деревенский старец), Пересь дышетись (Старый учитель), Мер-пи (Человек общины).
Вышли три сборника стихов Ильина: «Стихотворенняос» («Стихотворения», 1920), «Кылбуръес» («Стихотворения», 1921), «Кылбуръес» («Стихотворения», 1926), для образной системы первых двух сборников характерны христианская, а для третьего — коммунистическая символика.
Издал также сборник с нотами собственных песен «Ой, лемпу но сяськос» («Ой, черемуховые цветы», 1926).

### Прозаик
В рукописи сохранилась повесть «Нади», где выведен образ удмуртки, выросшей в новых условиях до руководителя артели.

### Публицист
Сотрудничал с общеудмуртской газетой «Гудыри», Ильин был самым активным ее автором, почти в каждом номере печатались его материалы: так, в 1927 году, например, его работы в разных жанрах и на разные темы публиковались 297 раз.

### Этнограф
Ещё в начале 1910-х годов начал заниматься изучением фольклора и этнографии удмуртов.
В 1915 году в «Вестнике Оренбургского учебного округа» опубликован труд «Игры и хороводы вотской молодежи весной».
В 1927 году в Ижевске был издан его труд «Значение вотского языка и его красочность».
В 1928 году как научный консультант по вопросам удмуртской этнографии участвовал в съемках первого удмуртского немого художественного фильма «Соперницы».